# Colaphus apicalis
Colaphus apicalis  (лат.) — вид жуков из подсемейства хризомелин семейства листоедов.

## Распространение
Распространён на Ближнем Востоке, в Турции и Иране.